# Lara Fabian (album 1991)
Lara Fabian è l'album di debutto della cantante italo-belga Lara Fabian, album pubblicato nel 1991 su etichetta Polydor.
L'album contiene 10 brani, tutti in lingua francese e in parte composti dalla stessa Lara Fabian in collaborazione con Franck Olivier. Tra i brani dell'album, figura anche Croire, la canzone presentata da Lara Fabian all'Eurovision Song Contest del 1988.

## Tracce
1. "Qui pense à l'amour" 4:29
2. "Les murs" 4:23
3. "Pourquoi pas l'exotisme?" 4:22
4. "Je m'arrêterais pas de t'aimer" 2:43
5. "Le jour où tu partiras" 3:34
6. "Simplement" 3:21
7. "Réveille-toi brother" 4:19
8. "Dire" 4:06
9. "Il suffit d'un éclair" 4:11
10. "Croire"

## Formazione
- Lara Fabian - voce
- Michel Hatzigeorgiou - basso
- Jean-Pierre Onraedt - batteria
- Rick Allison - chitarra
- Steve Owen - percussioni
- Manuel Hermia - sassofono
- Pietro Lacirignola - sassofono
- B.J Scott - cori